# Mistley
Koordinaten: 51° 57′ N, 1° 5′ O

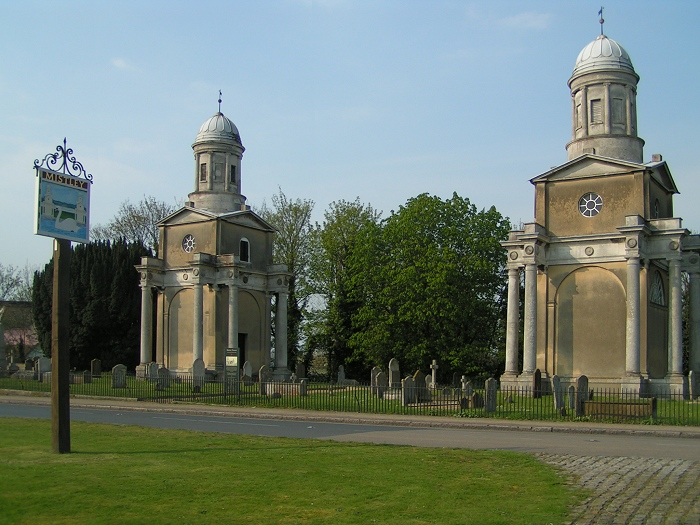
Die Mistley Towers

Mistley ist ein großes Dorf in der Grafschaft Essex, im District Tendring. Es liegt ca. 11 Meilen nordöstlich von Colchester und grenzt östlich an Manningtree. Die Ortschaft verfügt dank der Mistley railway station über einen Bahnhof und ist ans Streckennetz der National Express East Anglia, eine britische Bahnbetriebsgesellschaft, angeschlossen. Die Route der Mayflower Line beginnt im Westen bei Manningtree und endet in östlicher Richtung bei Harwich.
Die Mistley Towers sind die Zwillingstürme und einzigen Überreste der 1870 abgerissenen Kirche St Mary the Virgin. Die Pfarrkirche war zu Beginn des 18. Jahrhunderts errichtet worden. 1776 erhielt der Architekt Robert Adam den Auftrag, die Kirche zu verbessern und ließ die beiden Türme errichten. Nachdem das Hauptgebäude der Kirche 1870 abgerissen worden war, wurde in der Nähe eine größere Kirche im neugotischen Stil erbaut. In den 1950er-Jahren wurden die Mistley Towers, nachdem sie teilweise verfallen waren, restauriert.